# Пак Гьон Мо
Пак Гьон Мо (кор. 朴敬模, 박경모, 15 серпня 1975) — південнокорейський лучник, олімпійський чемпіон.

## Виступи на Олімпіадах
| Олімпіада  | Дисципліна | Місце |
| ---------- | ---------- | ----- |
| Афіни 2004 | особисті   | 5     |
| Афіни 2004 | командні   | 1     |
| Пекін 2008 | особисті   | 2     |
| Пекін 2008 | командні   | 1     |